# Nacarina sanctiignatii
Nacarina sanctiignatii är en insektsart som först beskrevs av Luisa Eugenia Navas 1927.  Nacarina sanctiignatii ingår i släktet Nacarina och familjen guldögonsländor. Inga underarter finns listade i Catalogue of Life.